# Tyson Gay
Tyson Gay (Lexington, Kentucky - 9. kolovoza, 1982.) je američki sprinterski trkač na 100 i 200 metara. Uz Jamajčanina Usaina Bolta, najbrži je čovjek u povijesti na kraće dionice.
Gay je bivši svjetski prvak. Smatra se najboljim atletičarem u SAD-u, a uz Usaina Bolta i na svijetu. Njegov rekord na 100 metara iznosi 9,69 što je i nacionalni rekord SAD-a, a postavljen je na atletskom mitingu u Shanghaiu, Kina, 20. rujna 2009.

## Rana karijera
Rođen je u Kentuckyu te za sebe voli reći da je seosko dijete. Kao mali volio je gledati razne atletske mitinge, te je gledao stariju sestru Tiffany koja je trčala za srednjoškolsku atletsku ekipu. Gay je za svoju disciplinu odabrao 200 metara, ali znao je i trčati na 100.
S trenerom Kenom Northingtonom, bivšim sprinterom, Gay je konstantno vježbao na svoj tehnici trčanja i ritmu trčanja. Kao senior više se počeo bazirati na utrke na 100 metara te je na nacionalnom prvenstvu s 10,60 postigao i rekord tog prvenstva. Nakon odlaska na koledž, Gay je upoznao jamajčansku sprintericu i tada buduću svjetsku prvakinju Veronicu Campbell-Brown koja mu je postala trening partnerica.
Kako su godine odmicale, Gay je sve više trenirao i tako su mu se rezultati sve više poboljšavali. Tako je 2001. i 2002. godine Gay na 100 metara otrčao 10,08, a na 200 metara respektabilnih 20,21 sekundi. 

## Profesionalizam
Gay je uz studiranje uspijevao marljivo i mnogo trenirati. Počeo je nastupati na većim studentskim mitinzima na 60, 100 i 200 metara. Na prvom velikom natjecanju na "Prvenstvu SAD-a" Gay je završio utrku na 200 metara na drugom mjestu uzevši srebrnu medalju s rezultatom 20,06 sekundi.

### Osaka
2005. godine na Finalnom mitingu u Monaku, Gay je osvojio zlato na 200 metara te uzeo prvu veću medalju s rezultatom 19,96 sekundi. Nakon još nekoliko odlično otrčanih mitinga, Gay je pozvan u reprezentaciju SAD-a da nastupi na svjetskom prvenstvu u Osaki 2007. Gay se rado odazvao te je već na 100 metara uzeo zlatnu medalju 9,85 sekundi pobijedivši tada najbržeg sprintera i tadašnjeg svjetskog rekordera Asafu Powella.
Nekoliko dana kasnije na 200 metara ponovno je uzeo zlato pobijedivši u foto-finišu Usaina Bolta s 19,76 sekundi te postavivši rekord svjetskih prvenstava. Upotpunio je trostruko uzimanje zlata na utrci 4 x 100 metara. Osaka je bila Gayeva najbolja točka u karijeri do sada.  

### OI u Pekingu 2008.
Na OI u Pekingu 2008. Gay je došao pod ozljedom i nespreman. Očekivanja su bila velika, ali Usain Bolt, Jamajčanin koji je marljivo trenirao zadnjih godinu dana da bi mogao pobijediti Gaya, bio je spremniji, bolji i brži, Gay je svaku utrku završavao nekoliko metara iza njega.
Bolt je postavio 3 nova svjetska rekorda na 100, 200 i 4 X 100 metara te je Gay morao priznati poraz. Publika je morala oprostiti Gayu zbog ozljede koju je vukao nekoliko mjeseci. Tada je Gay prestao biti najbolji na svijetu i prešao na drugo mjesto.

### SP u Berlinu 2009.
Cijela 2009. godina za Gaya je bila dobra, pobjeđivao bi na svakom mitingu na kojem se nije pojavljivao najveći suparnik Bolt. Gay je nekoliko puta dolazio ispod 9,8 sekundi ali nikako nije mogao postaviti svjetski rekord na 100 metara.
Na SP u Berlinu 2009. Gay je izjavio da je spreman i da se nikada nije bolje osjećao. 16. kolovoza 2009. postavio je novi nacionalni rekord na 100 metara koji iznosi 9,71 sekundu, ali zasjenio ga je Bolt koji je postavio novi svjetski rekord (9,58).
Međutim nekoliko mjeseci nakon SP u Berlinu Gay je na mitingu u Kini postavio svoj osobni rekord istrčavši vrijeme 9,69.

## Privatni život
Gay je oženjen sa Shoshanom Boyd, s kojom ima kćeri Trinity koja je rođena 2001. godine i Destin. Sponzori su mu Adidas, Omega SA, McDonald's i Sega.

## Rekordi
| Dionica    | Vrijeme (u sekundama) | Grad i država               | Datum             |
| ---------- | --------------------- | --------------------------- | ----------------- |
| 60 metara  | 6,55                  | Fayetteville, Arkansas, SAD | 11. veljače 2005. |
| 100 metara | 9,69                  | Šangaj, Kina                | 20. rujna 2009.   |
| 200 metara | 19,58                 | New York, SAD               | 30. svibnja 2009. |
| 400 metara | 45,57                 | Austin, Teksas, SAD         | 2. svibnja 2009.  |

## Vanjske poveznice
- Tyson Gay's official website
- USATF profile for Tyson Gay  Arhivirana inačica izvorne stranice od 1. siječnja 2012. (Wayback Machine)
- "Tyson Gay"  Arhivirana inačica izvorne stranice od 12. svibnja 2009. (Wayback Machine), n°10 on Time’s list of "100 Olympic Athletes To Watch"